# Schmiedefeld am Rennsteig

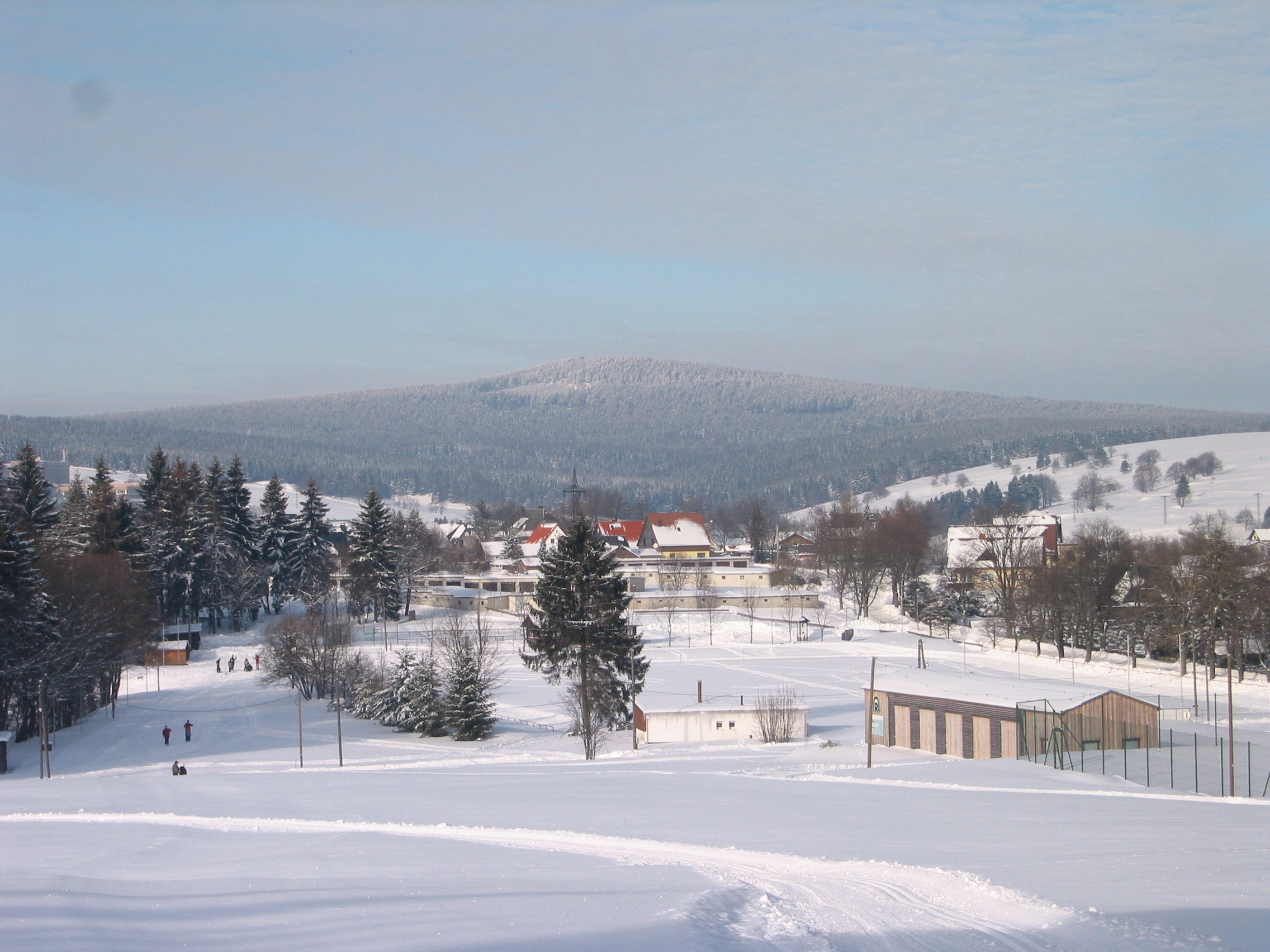
Schmiedefeld im Januar 2004, Blick auf den Großen Finsterberg 944 m ü. NN

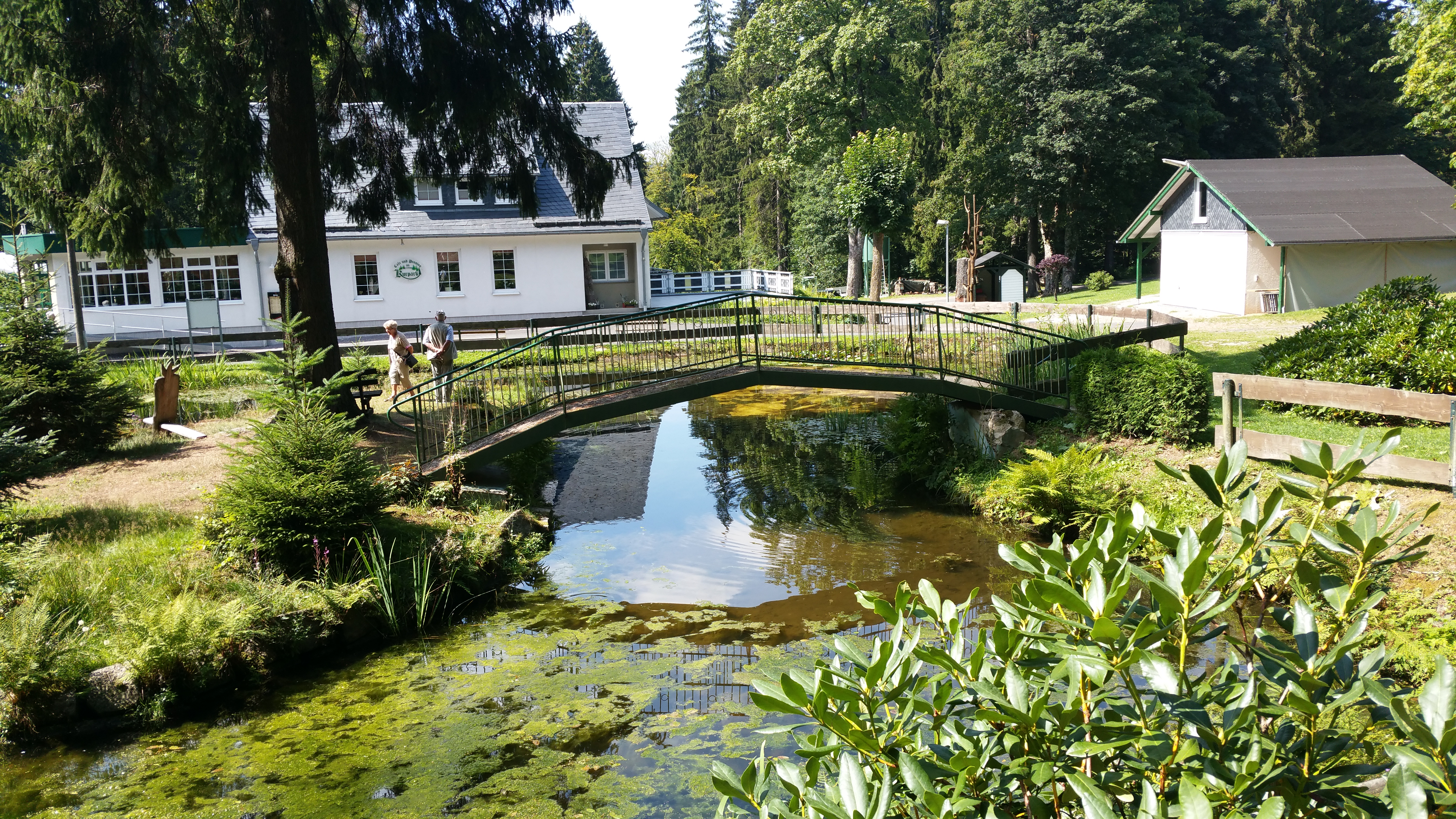
Im Kurpark

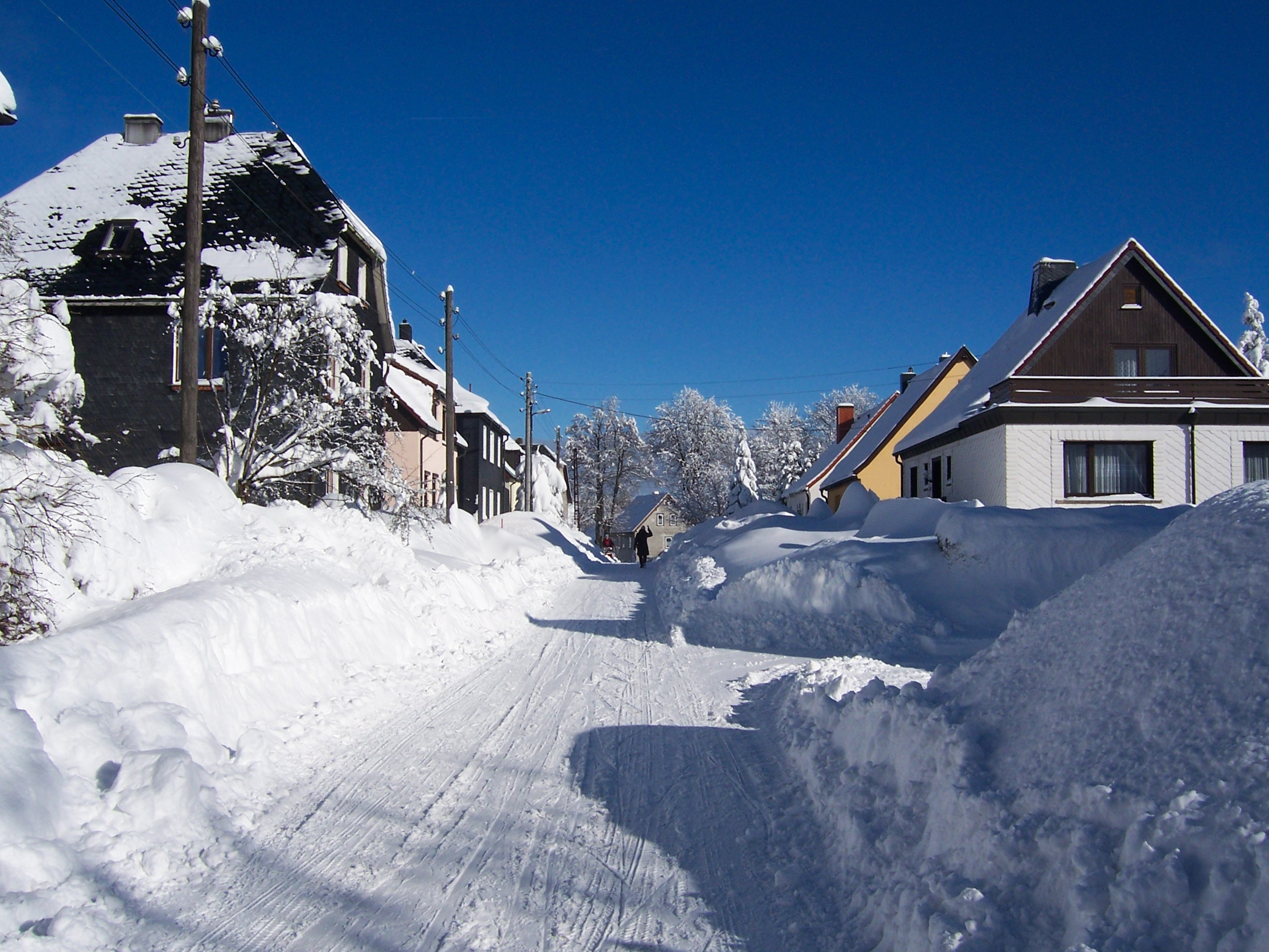
Schmiedefeld im Februar 2010

Schmiedefeld am Rennsteig ist ein Ortsteil der kreisfreien Stadt Suhl (Thüringen). Der Ort liegt im Biosphärenreservat Vessertal-Thüringer Wald.

## Geografie
Die Landschaft um Schmiedefeld wird im Norden vom Großen Finsterberg (944,1 m ü. NN) beherrscht, ihm folgt im Westen der Große Eisenberg (907 m ü. NN) und im Südwesten der Neuhäuser Hügel (890,6 m ü. NN) bei dem Suhler Stadtteil Vesser. Südlich der Ortslage von Schmiedefeld erhebt sich der Hückel (746,5 m ü. NN). Östlich des Ortes erheben sich der Berg Hammerhaak (714,2 m ü. NN), der Berg Gersheit (760,6 m ü. NN) und in der Frauenwalder Flur die Berge Große Hohe Warte (745,8 m ü. NN) und Kleine Hohe Warte (760,1 m ü. NN), an der Westflanke dieser Berge befindet sich der Bahnhof Rennsteig und ein FFH-Gebiet. mit dem als Ziegensumpf bezeichneten Feuchtgebiet sowie das Biotop „Rennsteigteich“.
Der Rennsteig bei Schmiedefeld markiert einen Abschnitt der Wasserscheide von Elbe und Weser. Die Quellen nördlich des Rennsteigs bilden das Quellgebiet der Ilm, die auf der Südseite (mit der Ortslage Schmiedefeld) entspringenden Quellen bilden das Quellgebiet der Werrazuflüsse Vesser und der Nahe. Seit den 1960er Jahren entstand am südlichen Talrand bei der ehemaligen Schmelzhütte „Neuwerk“ und einer Fabrik eine zunächst aus Wochenendhäusern und Gärten gebildete Vorstadtsiedlung.
| Nachbarorte \| Suhl-Goldlauter \| Suhl-Gehlberg \| Ilmenau-Manebach, Ilmenau-Stützerbach \| \| Suhl \| \| Ilmenau-Allzunah \| \| Suhl-Vesser \| Schleusingen-Schleusingerneundorf \| Ilmenau-Frauenwald \| |                                             |                                       |
| Suhl-Goldlauter | Suhl-Gehlberg                               | Ilmenau-Manebach, Ilmenau-Stützerbach |
| Suhl | Kompassrose, die auf Nachbargemeinden zeigt | Ilmenau-Allzunah                      |
| Suhl-Vesser | Schleusingen-Schleusingerneundorf           | Ilmenau-Frauenwald                    |

## Geschichte
Der Ort wurde 1406 erstmals urkundlich uf dem Smidfeldt erwähnt, somit geht die Ortsgründung auf die Gewinnung und Weiterverarbeitung von Eisenerz zurück. Der Ort zählte im Mittelalter zum Herrschaftsgebiet der Grafen von Henneberg, was auch im Ortswappen zu erkennen ist. Die noch kleine Siedlung befand sich nahe bedeutender Altstraßen über den Thüringer Wald. Wegen der Höhenlage war nur ein kleiner Teil der Bevölkerung mit Landwirtschaft befasst.
Eine schwere Katastrophe traf die Bewohner am 13. Mai 1692: Hilflos war man einem Großfeuer ausgeliefert, das den Großteil des Ortes, darunter auch die Kirche und das Forsthaus vernichtete. Mehr als 182 Familien wurden als obdachlos registriert. Der Ort war ursprünglich nach Frauenwald eingepfarrt. Auf Antrag der dortigen Kirchgemeinde, zu der damals 150 Personen aus Schmiedefeld und 30 Personen aus Vesser gehörten, genehmigte das Oberkonsistorium Dresden am 20. November 1758 die Abtrennung von der Mutterkirche und die Anstellung eines eigenen Pfarrers für Schmiedefeld und das benachbarte Vesser, wo Hans Valentin Triebel bereits 1711 eine eigene Kirche errichtet hatte.
Der Ort besitzt bis auf die Kirche keine älteren Gebäude, denn 1871 hatte eine Brandkatastrophe den historischen Ortskern erfasst und zerstört. Über vier Jahre lebten fast alle Familien im Ort in äußerst beengten Verhältnissen, man hatte die Obdachlosen auf die noch stehenden Gebäude am Ortsrand verteilt. Es kam zum Zusammenbruch der hygienischen Verhältnisse, als bis zu 18 Personen in den ortstypischen kleinen Häuschen oder in Schuppen und Scheunen leben mussten. Nach einer ärztlichen Studie grassierte im Ort über fünf Jahre das Nervenfieber und der Hungertyphus, auch als Folge einer Kartoffel-Missernte. Mit Erlaubnis der Forstbehörde zogen viele als Holzfäller tätige Männer in die umliegenden  Wälder und errichteten einfachste Blockhütten, um der Enge zu entkommen.
Schmiedefeld gehörte bis 1815 zum hennebergischen bzw. kursächsischen Amt Schleusingen und gelangte dann an den Kreis Schleusingen der neugebildeten preußischen Provinz Sachsen, bei dem er bis 1945 verblieb. Als Schmiedefeld 1904 an das Schienennetz angeschlossen wurde, war die Einwohnerzahl bereits auf etwa 2.500 angewachsen. Der Bahnanschluss verbesserte die Verkehrsanbindung bis in den Winter und der Rennsteig-Tourismus (Wandern und Skilanglauf) gewann an Bedeutung. Der Ort wurde mit dem Prädikat Höhenluftkurort mit heilklimatischen Reizfaktoren angepriesen. Die Errichtung einer Jugendherberge, des Waldbades mit Kurmittelhaus sowie eines Badeteichs diente der Tourismusförderung. Im Ort wurde 1938 das Kino „Filmbühne“ eröffnet. Auf Anraten eines Gastes wurde in der Ortsmitte ein elektrisch beleuchteter Springbrunnen errichtet. Für den Transport der Gäste wurden Buslinien nach Suhl, Ilmenau und Schleusingen eingerichtet. Der Ort hatte in der DDR-Zeit in den 1960er Jahren etwa 20.000 Feriengäste die vom FDGB in angemieteten Pensionen und eigenen Heimen untergebracht wurden.
Am Rennsteig bei Oberhof erinnert das Waldarbeiterdenkmal an eine Orkankatastrophe im Juli 1946 bei der im Thüringer Wald zunächst 1,6 Millionen Festmeter Holz – überwiegend Fichtenwälder – gebrochen wurden. Der Schmiedefelder Forst erlitt bei dieser Naturkatastrophe nur geringe Blessuren, da die hohen Berge im Westen das Schmiedefelder Tal abschirmten. An der Beseitigung der Sturmschäden und der Bekämpfung der drohenden Borkenkäferplage beteiligten sich auch viele Schmiedefelder Wald- und Forstarbeiter mit ihren Familien.

### Bergbau und Metallindustrie
Die Ortsgründung geht wie eingangs erwähnt, auf die Gewinnung und Weiterverarbeitung von Eisenerz zurück. Die Abbaugruben am Eisenberg wurden Cruxen genannt. Für die Erzeugung und Verarbeitung von Eisen wurden auch große Mengen an Holzkohle benötigt, die von Köhlern und Waldarbeitern vor Ort erzeugt wurde.
Noch im 16. Jahrhundert erlebte das in Suhl konzentrierte Büchsenmacher- und Waffenschmiedehandwerk ein enormes wirtschaftliches Wachstum. Dieser Industriezweig begründete die Entwicklung weiterer, bereits stark spezialisierten Eisenhütten, Hammerwerke und Bohrmühlen. Allein im Jahr 1595 wurden in Suhl etwa 27.000 Gewehre und 1.100 Pistolen gefertigt hinzu kamen weitere Eisenteile für Rüstungen und Stiefelsporen. Den Besitzern dieser „Rüstungsindustrie“ nutzte die ständige Weiterentwicklung der Feuerwaffen um die Wende des 16. zum 17. Jahrhunderts und die zu dieser Zeit schwelenden Konflikte (Türkenbedrohung, Schmalkaldischer Krieg und Dreißigjähriger Krieg). Umso dramatischer verlief der Zusammenbruch als Folge der Einnahme von Suhl durch kaiserliche Truppen im Spätherbst 1634. Neben den Verwüstungen in der Stadt Suhl wurden zahlreiche abgelegene Hammerwerke und Schmelzhütten überfallen, Bergwerke kamen zum Erliegen, da die Bergleute mit ihren Familien die Flucht antraten. Der Wiederaufbau der Suhler Waffenschmieden und der Zulieferwirtschaft brauchte Jahre, zudem forderte die Pest weitere Opfer. In Schmiedefeld lebten am Ende des Dreißigjährigen Krieges noch 164 Bewohner.
Im 19. Jahrhundert kam der traditionelle Bergbau und die Eisenverarbeitung zum Erliegen, da man der auf Steinkohle basierenden Metallverarbeitung der rheinisch-westfälischen Konkurrenz nicht mehr gewachsen war. Die zuletzt noch 4 Nagelschmiede und 3 Hufeisenschmiede fertigten bis um 1860 für auswärtige Händler. Die Suche nach Steinkohle und alternativen Erzvorkommen blieb erfolglos. Eine Amtsbeschreibung von 1804 erwähnt 7 Branntweinhersteller im Ort. Die Mehrzahl der Bewohner musste sich bereits kärglich von Waldarbeiten und Kartoffelanbau ernähren. Um 1800 gab es bereits zwei Pechhütten und zwei Kienrußhütten (1922 fiel die letzte Kienrußhütte am Ortsrand) sowie eine Sägemühle zum Schneiden von Dielenbretter. Die Sägemühle war 1706 am Standort eines aufgelassenen Blauofens (spezielle Form der Eisen- und Stahlverhüttung) errichtet worden. 1749 geriet die Mühle in Brand, die Besitzer waren ruiniert. Der Wiederaufbau der Sägemühle fand erst 1799 am Gersbach statt. Der Dielenhandel war ein wichtiger Erwerbszweig des Ortes geworden. Ebenso bezogen Böttcher, Schachtelmacher, Violinen- und Orgelbauer von der Mühle vorgefertigte Bretter.
Am 16. Mai 1938 wurde mit großem Propagandaaufwand das Gustloff-Rennsteigwerk – ein Rüstungsbetrieb und Zweigwerk der Suhler Wilhelm-Gustloff-Werke – eingeweiht. Die Firma wurde zum Hauptarbeitgeber des Ortes. In ihm mussten nach Kriegsbeginn mehr als 170 Frauen und Männer vorwiegend aus der Sowjetunion in örtlichen Unternehmen Zwangsarbeit verrichten. Auf dem Friedhof an der Frauenwalder Straße wurden zehn Häftlinge beigesetzt, die von SS-Angehörigen erschossen wurden. An sie erinnert eine Gedenktafel. Die Nachkriegszeit hatte die sofortige Enteignung und Stilllegung der Rüstungsproduktion des Wilhelm-Gustloff-Werks zur Folge.

### Orgelbau
Die Fertigung von Orgeln geht auf den Müller Johann Michael Schmidt (1798–1876) zurück, der ein ausgebildeter Meister des Instrumentenbaus war und später Müller wurde. Weitere Orgelbaumeister im 18. Jahrhundert waren Johann Michael Wagner (1723–1801) und sein Bruder Johannes. Im späten 19. Jahrhundert beschäftigten sich die Orgelbaumeister Christian Ferdinand Möller (1829–1888) und Friedrich Wilhelm Holland (1804–1879), Theodor Kühn (1840–1902) und Friedrich Kühn (1866–?) auch mit der Fabrikation von Pianos.

### Glasproduktion und Chemische Industrie
Die handwerkliche Herstellung von Glasartikeln wurde um 1862 für die nach Schmiedefeld eingeheirateten Glasbläser zum Erfolg. Man hatte sich auf wissenschaftliche Apparate und meteorologische Messgeräte spezialisieren können, wie z. B. die Gebrüder Geyer, die hier seit 1875 Aräometer u. ä. Geräte produzierten. Später konzentrierte sich die Fertigung auf medizinische Laborartikel (Spritzen, Pipetten, Mörser). Die erste Glasmanufaktur in Schmiedefeld wurde 1884 bis 1886 vom Kaufmann Ferdinand Möller aufgebaut, in der Hochsaison fertigten 65 Glasarbeiter Parfümflaschen und Arzeneifläschchen für den Olitätenhandel. Noch 1916 wurde eine neue Fabrik mit 420 Arbeitsplätzen errichtet. Als Folge der Weltwirtschaftskrise ging die Firma bankrott. Auch ein Nachbesitzer blieb mit der Flaschenfertigung wirtschaftlich erfolglos, der Gebäudekomplex wurde 1930 abgebrochen. Die zweite Glasfabrik hatte sich 1914 bis 1918 als „Lieberghütte“ einen Markennamen geschaffen. Die Fertigung umfasste Glasröhren in verschiedenen Durchmessern sowie Zylindergläser für die Laborchemie. In der DDR-Zeit wurde der Betrieb als VEB Glaswerke Schmiedefeld fortgeführt.
1923 wurde die Firma Walter Graf u. Co. gegründet, die vor allem Glasspritzen und Pipetten (Marke „Fortuna“) herstellte. Nach dem Zweiten Weltkrieg siedelte die Firma nach Wertheim über, genau wie die schon 1920 hier gegründete Thermometerfabrik Karl Schneider & Sohn und weitere Glashersteller aus Thüringen. Die Erben der 1876 hier gegründeten Glasinstrumentenfabrik Ehrhardt-Söhne ließen sich 1948 in Geislingen nieder, die der Firma B. & W. Kessler (Prüfzeuge, gegründet 1898) im selben Jahr in Villingen.
In der ehemaligen Glashütte Neuwerk wurde zu DDR-Zeiten ein Betriebsteil des VEB Fahrzeug- und Jagdwaffenwerk Suhl eingerichtet, der die Fertigung von Einzelteilen für Simson-Mopeds übernahm. In der Nachbarschaft wurde der VEB Chemische Werke als Hersteller von Parfüms und Kosmetikartikeln eröffnet. Zeitweise besaß Schmiedefeld auch eine kleine Brauerei.

### Landwirtschaft und Handwerk
Am 3. Januar 1809 erhielt Schmiedefeld von König Friedrich August I. von Sachsen die Berechtigung zum Abhalten eines wöchentlichen Getreidemarktes und von zwei Jahrmärkten, jeweils am Montag nach Jubilate und nach Kreuzerhöhung. Die wirtschaftliche Lage der Nachbarstadt Schleusingen war durch die Verlagerung von Märkten gefährdet, daher nutzten die Schleusinger Stadträte ihren Einfluss und jede Gelegenheit, um weitere Markttage in den Umlandgemeinden zu untersagen. Die wenigen Hirten und Bauern des Ortes beweideten die Wiesen mit etwa 450 Rindern, Milch, Butter und Käse wurden nach Suhl geliefert. Wegen der klimatisch ungünstigen Verhältnisse mit durchschnittlich 173 Frosttagen und einer jährlichen Niederschlagsmenge um 1.100 mm kann der traditionelle Ackerbau mit Getreide keine guten Ernten hervorbringen. Erst die Einführung der Kartoffel im Hackbau brachte für die Bauern eine Anbaufrucht, die der klimatischen Lage des Ortes gerecht wurde. Allerdings kam es durch Kartoffelfäule auch hier zu Ernteausfällen und daraus folgenden Hungersnöten.
In den Jahren um 1830 führten einige Nachbarorte auf Anraten von Agronomen den Flachsanbau ein. Ein nach Schmiedefeld übersiedelter Leinenweber übernahm die Herstellung von Leinentücher für den Hausbedarf. Der im Raum Ohrdruf und Waltershausen gewinnbringend betriebenen Maskenfertigung (Karnevals-Masken wurden dort aus Pappmaché in hoher Stückzahl und Qualität für das Rheinland gefertigt) ließ auch in Schmiedefeld eine Maskenmanufaktur entstehen. Der mit jungen Frauen als Saisonarbeiter arbeitende Betrieb von Wilhelm Wagner bestand etwa 30 Jahre und belieferte Manebacher und Ilmenauer Zwischenhändler.

### 21. Jahrhundert
Schmiedefeld gehörte ab 1994 zum Ilm-Kreis und ab 1996 zur Verwaltungsgemeinschaft Rennsteig, der neben dem Ort noch die Orte Frauenwald und Stützerbach angehörten. Zum 1. Januar 2019 wurde die Gemeinde in die kreisfreie Stadt Suhl eingemeindet.

### Einwohnerentwicklung
| - 1841: 1.420 1 - 1843: 1.488 - 1910: 2.600 - 1939: 3.356 - 1977: 1.668 - 1989: 2.431 - 1990: 2.100 2 - 1994: 2.220 3 - 1995: 2.213 | - 1996: 2.179 - 1997: 2.168 - 1998: 2.131 - 1999: 2.123 - 2000: 2.093 - 2001: 2.049 - 2002: 2.018 - 2003: 2.004 - 2004: 1.933 | - 2005: 1.918 - 2006: 1.871 - 2007: 1.841 - 2008: 1.843 - 2009: 1.796 - 2010: 1.772 - 2011: 1.779 - 2012: 1.768 - 2013: 1.759 | - 2014: 1.750 - 2015: 1.717 - 2016: 1.703 - 2017: 1.653 - 2018: 1.633 - 2020: 1.651 - 2021: 1.643 |

1 in 230 Häusern
2 ungefähre Angabe
3  Datenquelle 1994 bis 2018: Thüringer Landesamt für Statistik, Werte jeweils vom 31. Dezember

## Politik

### Ortsteilbürgermeister und Ortsteilrat
Der Ortsteilbürgermeister von Schmiedefeld am Rennsteig ist Ralf Krieg. Nachdem die bei der regulären Wahl im Juni 2022 gewählte Kandidatin die Wahl nicht angenommen hatte und auch aus den Mitgliedern des Ortsteilrates niemand des Amt übernehmen wollte, erklärte sich der bisherige stellvertretende Ortsteilbürgermeister bereit, das Amt bis zur nächsten Wahl im Mai 2024 auszuüben. 2024 wurde Krieg regulär zum Ortsteilbürgermeister gewählt. Zusammen mit sieben weiteren Mitgliedern bildet er den Ortsteilrat von Schmiedefeld am Rennsteig.

### Wappen
| Wappen von Schmiedefeld am Rennsteig | Blasonierung: „Gespalten von Rot und Gold; vorn eine gegengeschwungene, golden gekrönte, silberne Aspis; hinten auf grünem Berg eine schwarze, rot bewehrte Henne.“ |
| Wappen von Schmiedefeld am Rennsteig | Wappenbegründung: Die sogenannte Aspis, eine bekrönte Feuerschlange, war bereits im Mittelalter das Symbol der Schmiede. Damit führt Schmiedefeld ein indirekt redendes Element im Wappen, das zugleich auf die Erwerbsgeschichte, die Gewinnung und Weiterverarbeitung von Erzen, verweist. Diesem Gedanken folgt auch die Tingierung des Feldes mit rot als Farbe des Feuers und des Lebens. Die gegengeschwungene Darstellungsweise kann im weiteren Sinne mit dem Initial „S“, dem Anfangsbuchstaben des Ortsnamens assoziiert werden. Die Henne verweist auf die ständige Zugehörigkeit zum hennebergischen Herrschaftsbereich bis zu dessen Ende 1583. Das Wappen wurde vom Heraldiker Frank Diemar gestaltet und am 7. Februar 1994 genehmigt. |

### Ortspartnerschaften
Schmiedefeld pflegt eine Ortspartnerschaft zu Solms in Hessen.

## Sport
Schmiedefeld ist seit den 1970er-Jahren Zielort des alljährlich im Mai ausgetragenen Rennsteiglaufs, einer Laufveranstaltung mit bis zu 10.000 Teilnehmern. Die veranstaltende Rennsteiglauf GmbH hat hier auch ihren Sitz.
Schmiedefeld ist zudem ein bedeutender Thüringer Wintersportort. Es gibt eine Skiliftanlage mit Flutlicht am Großen Eisenberg, Ski- und Snowboardschule.
Der Schlepplift führt mit 830 m Länge vom Ortsausgang Schmiedefeld zum Großen Eisenberg und ist der Längste in Thüringen. Er überwindet 123 Höhenmeter. Die Liftbaude befindet sich auf einer Höhe von 863 Metern. Abends findet das Fahren im Flutlicht statt. Es gibt auch eine Halfpipe, in der Snowboarder ihre Stunts trainieren können. Außerdem besteht in Schmiedefeld eine Skisprungschanze.
Neben dem Rennsteig bietet das nahe Vessertal beginnend mit der etwas oberhalb bei der Suhler Straße gelegenen Vesser-Quelle gute Möglichkeiten zum Wandern.

## Wirtschaft und Verkehr
In Schmiedefeld war früher die Glasindustrie der wichtigste Wirtschaftszweig. Auch wurde Eisen abgebaut (meist am Eisenberg) und weiterverarbeitet (geschmiedet; Ortsname Schmiedefeld leitet sich daher ab). 1841 wurden im Neuwerk südlich des Ortes 350 Tonnen Roheisen gegossen. Heute ist der Tourismus von Bedeutung. Schmiedefeld am Rennsteig ist überregional bedeutend als Wintersport- und Erholungsgebiet und ist ein staatlich anerkannter Erholungsort. Im Ort gibt es drei Glasbläserbetriebe, zwei davon sind auf Schmuck- und Tierglasbläserarbeiten spezialisiert.
Schmiedefeld liegt an der Landesstraße 3004, einem früheren Abschnitt der B 4, die Ilmenau mit Schleusingen verbindet. Weitere Straßenverbindungen bestehen nach Suhl und Vesser. Von 1904 bis 1998 hatte Schmiedefeld einen Eisenbahnanschluss an der Rennsteigbahn. Heute gibt es hin und wieder Nostalgiefahrten mit einer Dampflok auf der ingenieurtechnisch bedeutsamen Strecke. Ab Bahnhof Rennsteig verkehrt seit dem 15. Juni 2014 an Wochenenden und Feiertagen der RennsteigShuttle der Erfurter Bahn auf dem nördlichen Abschnitt der Rennsteigbahn nach Ilmenau und Erfurt.
Im Busverkehr ist Schmiedefeld über die Linie 300 mit Suhl und Ilmenau, sowie Vesser und Frauenwald verbunden. Ab Bahnhof Rennsteig fahren Busse nach Oberhof und Masserberg.

## Kultur und Sehenswürdigkeiten

### Bauwerke

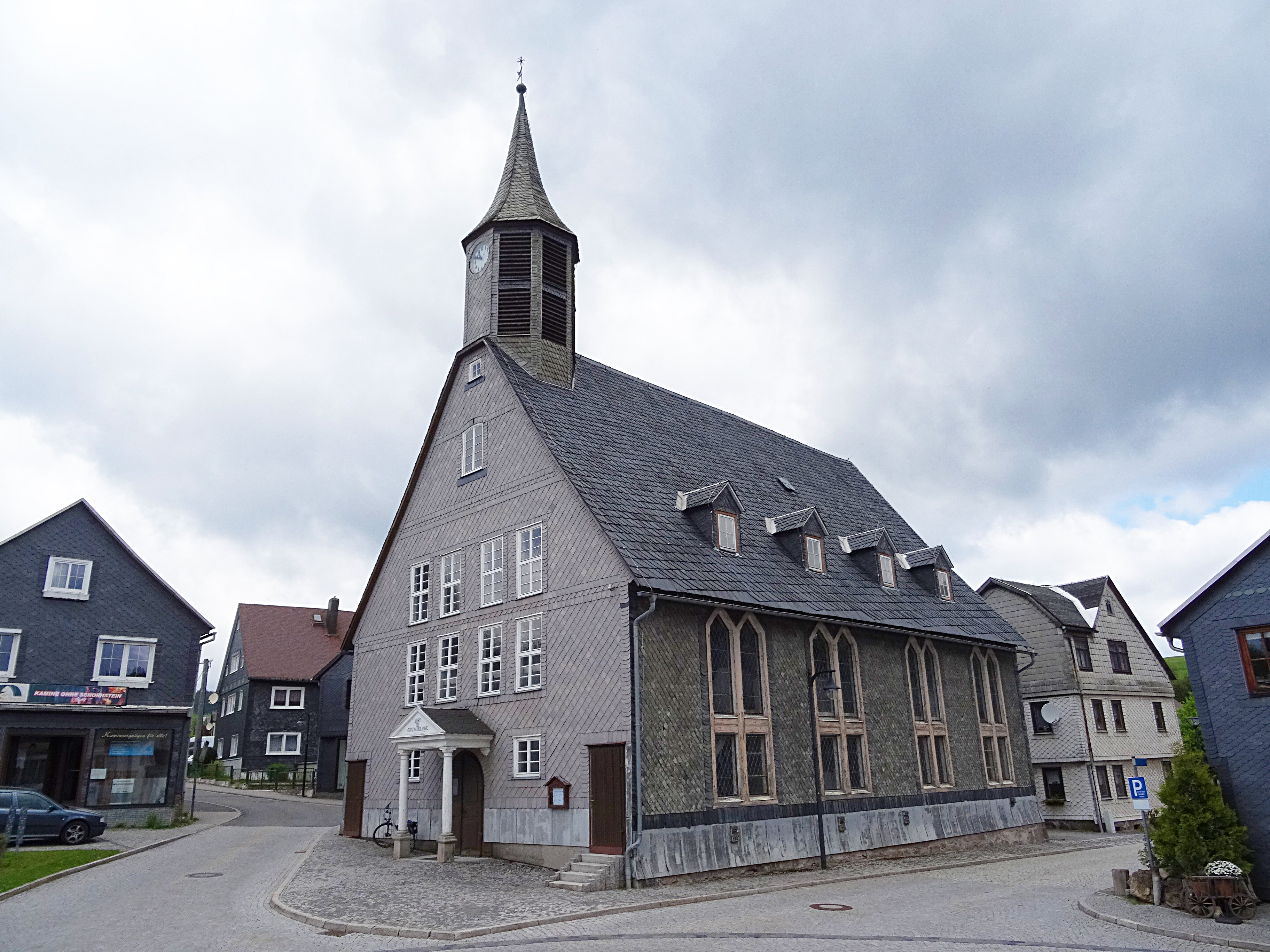
Die Erlöserkirche

Der Ort Schmiedefeld besaß um 1572 ein erstes Gotteshaus, das vermutlich nur eine kleine Kapelle war. Die Errichtung einer eigenen Kirche wurde lange gewünscht, da der Ort nach Frauenwald eingepfarrt war. Erst 1758 wurde die Abtrennung der Kirchgemeinde Schmiedefeld von der Mutterkirche in Frauenwald bewilligt und die Anstellung eines eigenen Pfarrers für Schmiedefeld und das benachbarte Vesser vorgenommen. Die in schlichter Form errichtete Erlöserkirche wurde mit einem Dachreiter für die Glocke versehen. Der Bau ist zum Schutz vor der Witterung mit Schiefer verkleidet.

### Museen und Infozentren
In Schmiedfeld gibt es ein Wilderermuseum im Alten Postamt und ein Infozentrum Biosphärenreservat.

### Mundartprobe
Der Vogelfänger

„Wu bisten gewaßt ?“

 „En Wald, ha Krienetze gefange.

 Wenn des derratst, wievill ich

 hao, kriechste alle neu.“

„No, wievill werscht hon?

Mer wonn ämol sprech,

Du hast neu gefange.“

„Luder-Jong,

 doas hat dr dr Teufel gesäöcht!“

## Persönlichkeiten
- Fritz Arno Wagner (1884–1958), Kameramann
- Alfred Bochert (1887–1975), KPD-Landtagsabgeordneter, Bürgermeister und Landrat
- Wilhelm Schneider (1894–nach 1933), Politiker
- Siegfried Fröhlich (1937–2018), Prähistoriker